# Дубровское (Крым)
Дубро́вское (до 1948 года Молла́-Эли́; укр. Дібрівське, крымскотат. Molla Eli, Молла Эли) — село в Красногвардейском районе Республики Крым, входит в состав Котельниковского сельского поселения (согласно административно-территориальному делению Украины — Котельниковского сельского совета Автономной Республики Крым).

## Население
| 2001 | 2014 |
| ---- | ---- |
| 898  | ↘672 |

Всеукраинская перепись 2001 года показала следующее распределение по носителям языка
| Язык             | Процент |
| ---------------- | ------- |
| русский          | 82,07   |
| украинский       | 9,47    |
| крымскотатарский | 3,45    |
| другие           | 0,22    |

### Динамика численности
| - 1805 год — 97 чел. - 1892 год — 27 чел. - 1900 год — 168 чел. - 1915 год — 75/86 чел. - 1926 год — 37 чел. | - 1939 год — 158 чел. - 1989 год — 1076 чел. - 2001 год — 898 чел. - 2009 год — 802 чел. - 2014 год — 672 чел. |

## Современное состояние
На 2017 год в Дубровском числится 9 улиц и территория Аграрный массив; на 2009 год, по данным сельсовета, село занимало площадь 130 гектаров на которой, в 269 дворах, проживало 802 человека. В селе действуют сельский клуб, библиотека, фельдшерско-акушерский пункт, село газифицировано, проведён водопровод. Дубровское связано автобусным сообщением с райцентром и соседними населёнными пунктами.

## География
Дубровское — село в юго-западной части района, в степном Крыму, высота центра села над уровнем моря — 62 м. Соседние сёла: Машино в полукилометре км на восток и Григорьевка в 2 км на север. В 3,5 км к западу от села находится заброшенное село Биюк-Кабачь. Расстояние до райцентра — около 22 километров (по шоссе) на северо-восток, ближайшая железнодорожная станция — Краснопартизанская — примерно в 9 километрах. Транспортное сообщение осуществляется по региональной автодороге 35Н-219 Григорьевка — Полтавка (по украинской классификации — С-0-10607).

## История
Немецкое село Молли-Элли возникло, примерно, на месте исчезнувших татарских деревень Молла-Эли и Аджаул (вероятно, более правильный вариант — Аджиаул).

### Молла-Элли
Первое документальное упоминание села встречается в Камеральном Описании Крыма… 1784 года, судя по которому, в последний период Крымского ханства Моланенки входили в Ташлынский кадылык Акмечетского каймаканства. После присоединения Крыма к России (8) 19 апреля 1783 года, (8) 19 февраля 1784 года, именным указом Екатерины II сенату, на территории бывшего Крымского Ханства была образована Таврическая область и деревня была приписана к Перекопскому уезду. После Павловских реформ, с 1796 по 1802 год, входила в Акмечетский уезд Новороссийской губернии. По новому административному делению, после создания 8 (20) октября 1802 года Таврической губернии, Молла-Эли был включён в состав Кучук-Кабачской волости Перекопского уезда.
В Ведомости о всех селениях в Перекопском уезде состоящих с показанием в которой волости сколько числом дворов и душ… от 21 октября 1805 года, деревня Молла-Эли записана, как Муллалар-Эли-Тама-Иляк, в которой числилось 11 дворов, 71 крымский татарин, 13 ясыров и 13 цыган. На военно-топографической карте генерал-майора Мухина 1817 года деревня Моланакай обозначена с 19 дворами. После реформы волостного деления 1829 года Муллалар Эли, согласно «Ведомости о казённых волостях Таврической губернии 1829 г» отнесли к Агъярской волости (переименованной из Кучук-Кабачской) После реформы волостного деления 1829 года деревня, согласно «Ведомости о казённых волостях Таврической губернии 1829 года», осталась в составе Кокчоракиятской волости. На карте 1836 года в деревне 15 дворов. Видимо, вследствие эмиграции крымских татар, в Турцию, деревня заметно опустела и на карте 1842 года Молла-Эли обозначен условным знаком «малая деревня», то есть, менее 5 дворов.
В 1860-х годах, после земской реформы Александра II, деревню включили в состав Айбарской волости. По обследованиям профессора А. Н. Козловского начала 1860-х годов, колодцы деревни Муллалар-Эли, глубиной 20—22 сажени (42—45 м) вырублены в камне, вода в них пресная. В «Списке населённых мест Таврической губернии по сведениям 1864 года» селение уже на записано, хотя ещё обозначено на трёхверстовой карте Шуберта 1865 года,но на карте, с корректурой 1876 годе её уже нет.

### Аджаул
Аджаул располагался примерно на месте нынешнего села и был покинут, видимо, в первую волну эмиграции после присоединения Крыма. В Камеральном Описании… записан как Гаджи Авлай Ташлынского кадылыка, далее встречается только на карте 1817 года как пустующий.

### Немецкая колония
Возобновлена деревня, как Молли-Элли (называлось также Аджаул) в 1882 году немцами лютеранами из крымских колоний Фриденталь и Кроненталь в составе Григорьевской волости Перекопского уезда.
После земской реформы 1890 года Мулла-Эли отнесли к Бютеньской волости. Согласно «…Памятной книжке Таврической губернии на 1892 год», в деревне Молла-Эли, входившей в Молла-Элинское сельское общество, было 27 жителей в 4 домохозяйствах. По «…Памятной книжке Таврической губернии на 1900 год» в деревне Молла-Эли (она же Аджаул) было 168 жителей в 10 дворах. По Статистическому справочнику Таврической губернии. Ч.II-я. Статистический очерк, выпуск пятый Перекопский уезд, 1915 год, в селе Молла-Эли (оно же Аджаул) Бютеньской волости Перекопского уезда числилось 16 дворов (10 дворов с землёй, 6 — безземельные) с немецким населением в количестве 75 человек приписных жителей и 86 — «посторонних», из которых 95 мужчин и 66 женщин. Жители владели 1430 десятинами удобной земли. В хозяйствах имелось 152 лошади, 114 волов, 84 коровы и 103 головы мелкого скота.
После установления в Крыму Советской власти и учреждения 18 октября 1921 года Крымской АССР, в составе Симферопольского уезда был образован Биюк-Онларский район, в состав которого включили село. В 1922 году уезды получили название округов. 11 октября 1923 года, согласно постановлению ВЦИК, в административное деление Крымской АССР были внесены изменения, в результате которых был ликвидирован Биюк-Онларский район и село включили в состав Симферопольского. Согласно Списку населённых пунктов Крымской АССР по Всесоюзной переписи 17 декабря 1926 года, в селе Молла-Эли, Григорьевского сельсовета Симферопольского района, числилось 7 дворов, все крестьянские, население составляло 37 человек, все немцы, действовала немецкая школа.
Постановлением КрымЦИКа «О реорганизации сети районов Крымской АССР» от 15 сентября 1930 года был вновь создан Биюк-Онларский район, теперь как немецкий национальный (лишённый статуса национального постановлением Оргбюро ЦК КПСС от 20 февраля 1939 года) (указом Президиума Верховного Совета РСФСР № 621/6 от 14 декабря 1944 года переименованный в Октябрьский) и село включили в его состав, к этому времени у него появилось второе название — так оно обозначено на километровой карте Генштаба Красной армии 1941 года. По данным всесоюзная перепись населения 1939 года в селе проживало 158 человек. Вскоре после начала Великой Отечественной войны, 18 августа 1941 года крымские немцы были выселены, сначала в Ставропольский край, а затем в Сибирь и северный Казахстан.
После освобождения Крыма от фашистов в апреле, 12 августа 1944 года было принято постановление № ГОКО-6372с «О переселении колхозников в районы Крыма» и в сентябре 1944 года в район приехали первые новоселы (57 семей) из Винницкой и Киевской областей, а в начале 1950-х годов последовала вторая волна переселенцев из различных областей Украины. С 25 июня 1946 года Молла-Эли в составе Крымской области РСФСР. Указом Президиума Верховного Совета РСФСР от 18 мая 1948 года, Молла-Эли переименовали в Дубровское. 26 апреля 1954 года Крымская область была передана из состава РСФСР в состав УССР. Время включения в Краснознаменский сельсовет пока не установлено: на 15 июня 1960 года село уже числилось в его составе. Указом Президиума Верховного Совета УССР «Об укрупнении сельских районов Крымской области», от 30 декабря 1962 года Октябрьский район был упразднён и Дубровское присоединили к Красногвардейскому району. На 1968 год и 1977 год в составе Полтавского сельсовета. Между 1 июня 1977 года и 1985 годом (поскольку в перечнях административно-территориальных изменений после этой даты не упоминается) село включили в Котельниковский сельсовет. По данным переписи 1989 года в селе проживало 1076 человек. С 12 февраля 1991 года село в восстановленной Крымской АССР, 26 февраля 1992 года переименованной в Автономную Республику Крым. С 21 марта 2014 года в составе Крыма аннексировано Россией.